# Jäla distrikt
Jäla distrikt är ett distrikt i Falköpings kommun och Västra Götalands län.
Distriktet ligger sydväst om Falköping.

## Tidigare administrativ tillhörighet
Distriktet inrättades 2016 och utgörs av socknen Jäla i Falköpings kommun.
Området motsvarar den omfattning Jäla församling hade vid årsskiftet 1999/2000.